# Église Saint-Léger de Glisy
L'église Saint-Léger de Glisy est située à Glisy dans le département de la Somme, dans la communauté d'agglomération Amiens Métropole.

## Histoire
Le conseil municipal de Glisy décida la construction d'une nouvelle église en 1868. L´architecte Natalis Daullé en dressa les plans en 1869. Le projet est interrompu par la guerre de 1870. Les travaux reprennent de 1876 à 1879 sous la directions de Victor Delefortrie, architecte amiénois.
L´architecte Cuvillier dirigea les travaux de restauration de l´église entre 1921 et 1926.

## Caractéristiques

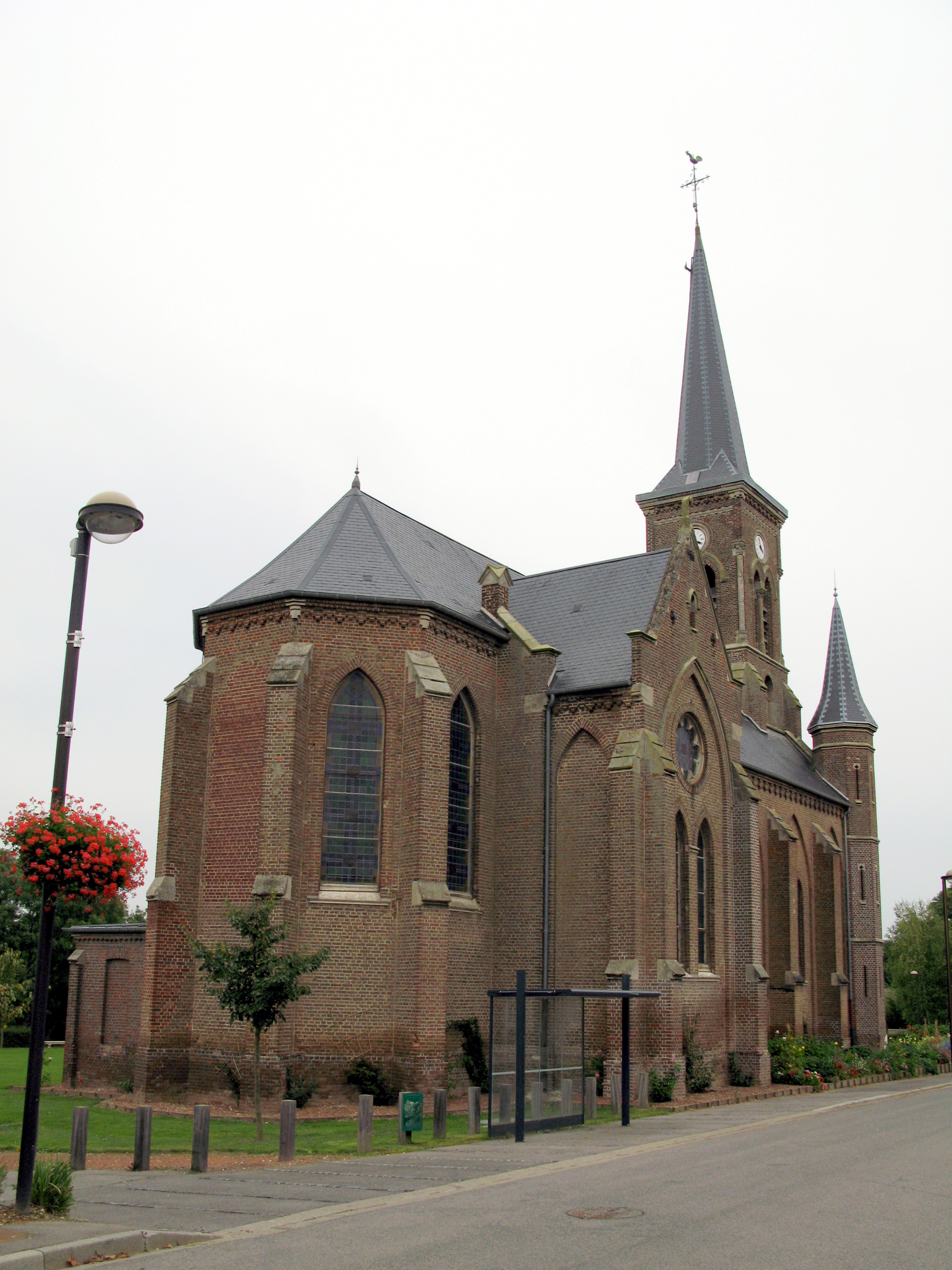

L'église Saint-Léger de Glisy a été construite en brique, en style néogothique. Son plan est un plan basilical traditionnel, avec une nef à bas-côtés, un transept et un chœur terminé par une abside à trois pans. La façade est encadrée de chaque côté par une tourelle surmontée d'un toit en poivrière. Au centre, le portail unique est surmonté d'un tympan ouvragé et d'une haute baie ogivale. La partie supérieure se termine par un clocher avec un toit en flèche recouvert d'ardoise.